# Comisión Nacional Permanente de Celebraciones Cívicas
La Comisión Nacional Permanente de Conmemoraciones Cívicas de Ecuador fue creada mediante Decreto Ejecutivo No 441, del 8 de junio de 1982. Posteriormente, en los años de 1986, 1988, y 2003 se expidieron decretos de la misma naturaleza que introdujeron modificaciones indispensables para fortalecer el cumplimiento de sus propósitos consagratorios en el ámbito histórico. Con el Decreto Ejecutivo n.º 2081, de 13 de septiembre de 2004, se dieron mayor amplitud, claridad y exactitud a sus obligaciones y facultades. Este instrumento legal es el que se encuentra en vigencia. 
Entre los elementos inspiradores de la creación de la Comisión Nacional Permanente de Conmemoraciones Cívicas está el de la formación de una conciencia cívica, a través del reconocimiento y renovado culto de los valores propios, caracterizadores de la nacionalidad ecuatoriana.